# Systur
Systur (izlandiul: ˈsɪstʏr, magyarra fordítva: Nővérek), név szerint: Sigga, Beta és Elín, korábbi nevük: Tripolia, izlandi zenekar, tagjai három nővér: Sigríður, Elísabet és Elín Eyþórsdóttir.
Ők képviselték Izlandot a 2022-es Eurovíziós Dalfesztiválon Torinóban a Með hækkandi sól című dalukkal, miután megnyerték az izlandi Söngvakeppnin 2022-es kiírását.

## Története
2011-ben alakultak Reykjavíkban.
2022. március 12-én megnyerték a Söngvakeppnin versenyt, így ők képviselhetik Izlandot az Eurovíziós Dalfesztiválon.